# Heterogonium sagenioides
Heterogonium sagenioides là một loài thực vật có mạch trong họ Dryopteridaceae. Loài này được (Mett.) Holttum miêu tả khoa học đầu tiên năm 1941.